# Bongani Khumalo
Bongani Sandile Khumalo (Manzini, 6 de janeiro de 1987) é um futebolista suazi naturalizado sul-africano. Atualmente joga no Supersport United.

## Origens
Bongani Khumalo nasceu em Manzini, segunda maior cidade da Suazilândia, um país situado entre a África do Sul e Moçambique. Quando tinha dois anos se mudou para o vizinho mais rico e, por este motivo, recebeu também a nacionalidade sul-africana.

## Carreira
Começou a jogar nas categorias de base do Arcadia Shepherds, sempre como defensor. O primeiro contrato de Khumalo com um time profissional deu-se em 2005, quando assinou com a University of Pretoria. Sua boa passagem pelo time levou-o a ser contratado pelo Supersport United, uma das principais agremiações esportivas do país. Logo em sua primeira temporada se sagrou campeão, e no ano seguinte foi eleito o Melhor jogador jovem da Premier League da África do Sul. Era é o capitão do Supersport.
Em janeiro de 2011, foi contratado pelo Tottenham Hotspur, da Inglaterra.

## Seleção nacional
Sem nenhuma chance de defender a Seleção da Suazilândia, Bongani fez seu debut com a Seleção Sul-Africana em 2008, numa partida contra o Zimbábue.
Hoje é um dos principais jogadores dos Bafana Bafana, sendo convocado para a Copa das Confederações de 2009 e para a Copa de 2010.
Bongani Khumalo é o primeiro suazi a disputar uma edição de Copa do Mundo.